# 柯嘉逊
柯嘉逊博士，社会工作者，教育工作者及前民主行动党八打灵再也国会议员。柯嘉逊博士也是人权组织人民之声的董事。

## 生平
1950年出生于马来西亚柔佛峇株巴辖，毕业于英国曼彻斯特大学。1975年，考获经济系文学士；1976年，经济系硕士；1981年，社会学博士学位。曾在新加坡国立大学担任讲师（1978-1979），曾任独大有限公司学术顾问（1983-1985），曾经担任华社资料研究中心主任（1985- 1990），在1987年“茅草行动”中被扣留（1987-1989），1990年参加民主行动党，中选1990-1995年八打灵再也国会议员(Petaling Jaya, Selangor, M.P.) ，之后曾在2000年至2008年期间担任新纪元学院的院长。

## 著作
- 《马来西亚种族两极化之根源》1985
- 《马来西亚华教奋斗史》1985
- 《民主行动党1966-82的史论》
- 《Reforming Malaysia》1993
- 《在民主行动党的日子》1995
- 马来西亚能源危机的症结 江素霞 译 // 资料与研究（马来西亚）·－1996
- 马来西亚政治景观中的种族歧视现象（Racial eyesores on the Malaysian landscape）［Ｊ］．当今大马（电子报），2001－03－28
- 《马来西亚民权运动》2006
- 《513解密文件──1969年大马种族暴乱》《May 13Declassified Documents on the Malaysian Riots of 1969》2007
- 《马来西亚人的困境——柯嘉逊博士回忆录》2023